# Claudio Zin
Claudio Zin (Bolzano, 11 novembre 1945) è un giornalista e politico italiano.

## Biografia
Nato nel 1945 a Bolzano, si trasferisce da giovane in Argentina.
È laureato nella Facoltà di Medicina dell'Università di Buenos Aires. Specialista in nefrologia, terapia intensiva, ipertensione arteriosa, è stato docente della Facoltà di Medicina dell'Università di Buenos Aires, nella Cattedra di Clinica Medica del Hospital Francés di Buenos Aires, fino al 1992.
È giornalista e divulgatore scientifico nella radio e televisione argentina.
Alle elezioni politiche 2006 si candida come capolista nella lista dell'Unione dei Democratici Cristiani e di Centro alla Camera nella circoscrizione estero per la ripartizione Sud America; raccoglie 19 107 preferenze, ma non viene eletto.
Aderisce poi al partito Movimento Associativo Italiani all'Estero e dal 2010 è vicepresidente del MAIE Argentina. Alle elezioni politiche 2013 è candidato per il MAIE confederato a Scelta Civica nella circoscrizione estero in America Meridionale, viene eletto senatore con 46 538 preferenze. Ha aderito al gruppo parlamentare Scelta Civica per l'Italia fino all'8 luglio 2013, poi è passato al gruppo Per le Autonomie di cui è vicecapogruppo in quota MAIE.